# Jin Feidi
Jin Feidi (342-386), zijn persoonlijke naam was Sīmǎ Yì, was een marionetten keizer van de Oostelijke Jin-dynastie van 365 tot 372.

## Biografie
Jin Feidi was nog een boorling toen zijn vader keizer Jin Chengdi in 342 stierf. Een resem familieleden passeerden de revue vooraleer hij op 23-jarige leeftijd de titel kreeg. Eenmaal keizer was de macht in handen van zijn grootoom Jin Jianwendi en vooral generaal Huan Wen.
Na een mislukte militaire campagne tegen de Vroegere Yan, een van de Zestien Koninkrijken, begon Huan Wen een lastercampagne tegen keizer Jin Feidi, wat uiteindelijk zal leiden tot zijn afzetting, begin 372. Jin Feidi werd vervangen door zijn grootoom Jin Jianwendi.
Nog vijftien jaar leefde Jin Feidi in ballingschap, vrezend voor zijn leven.